# Anthony Fiala

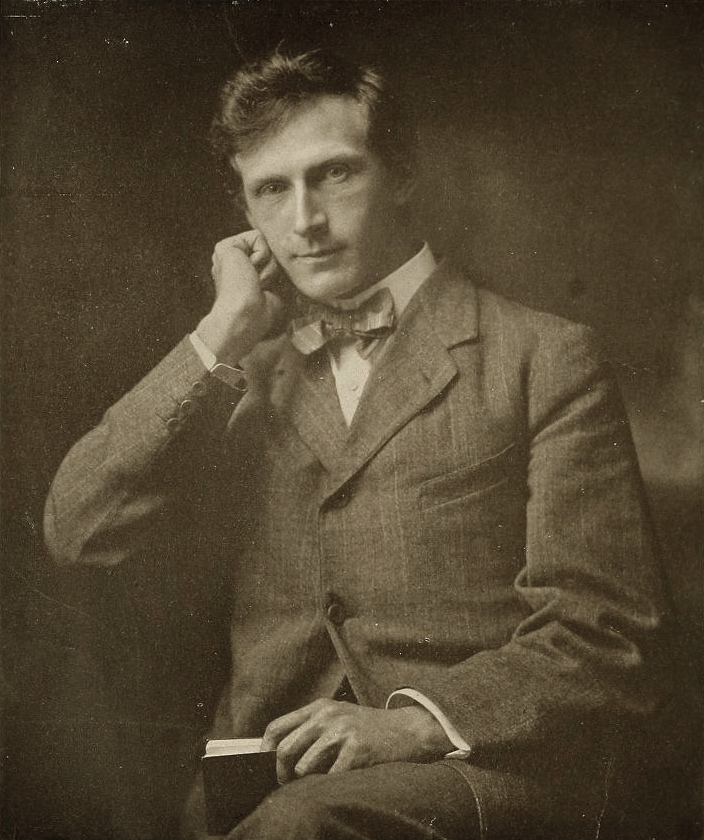
Anthony Fiala (1906)

Anthony Fiala (* 19. September 1869 in Jersey City; † 8. April 1950 in Brooklyn) war ein US-amerikanischer Fotograf, Forschungsreisender und Unternehmer. Als Mitglied der Baldwin-Ziegler-Expedition von 1901 bis 1902 war er Autor der ersten Filmaufnahmen in der Arktis. Von 1903 bis 1905 leitete er die Fiala-Ziegler-Expedition nach Franz-Josef-Land.

## Leben

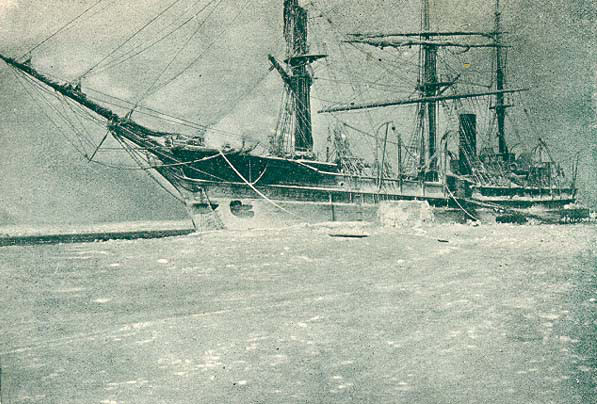
Die America 1903 in der Teplitzbai (Foto: Fiala)

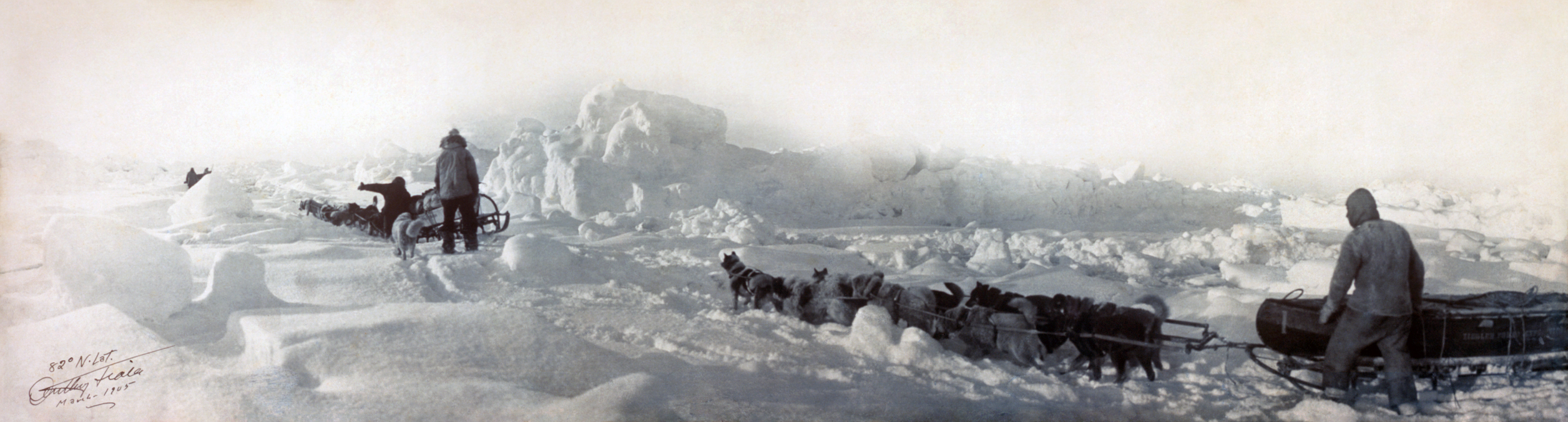
Schlitten der Fiala-Ziegler-Expedition am 82. nördlichen Breitengrad (Foto: Fiala)

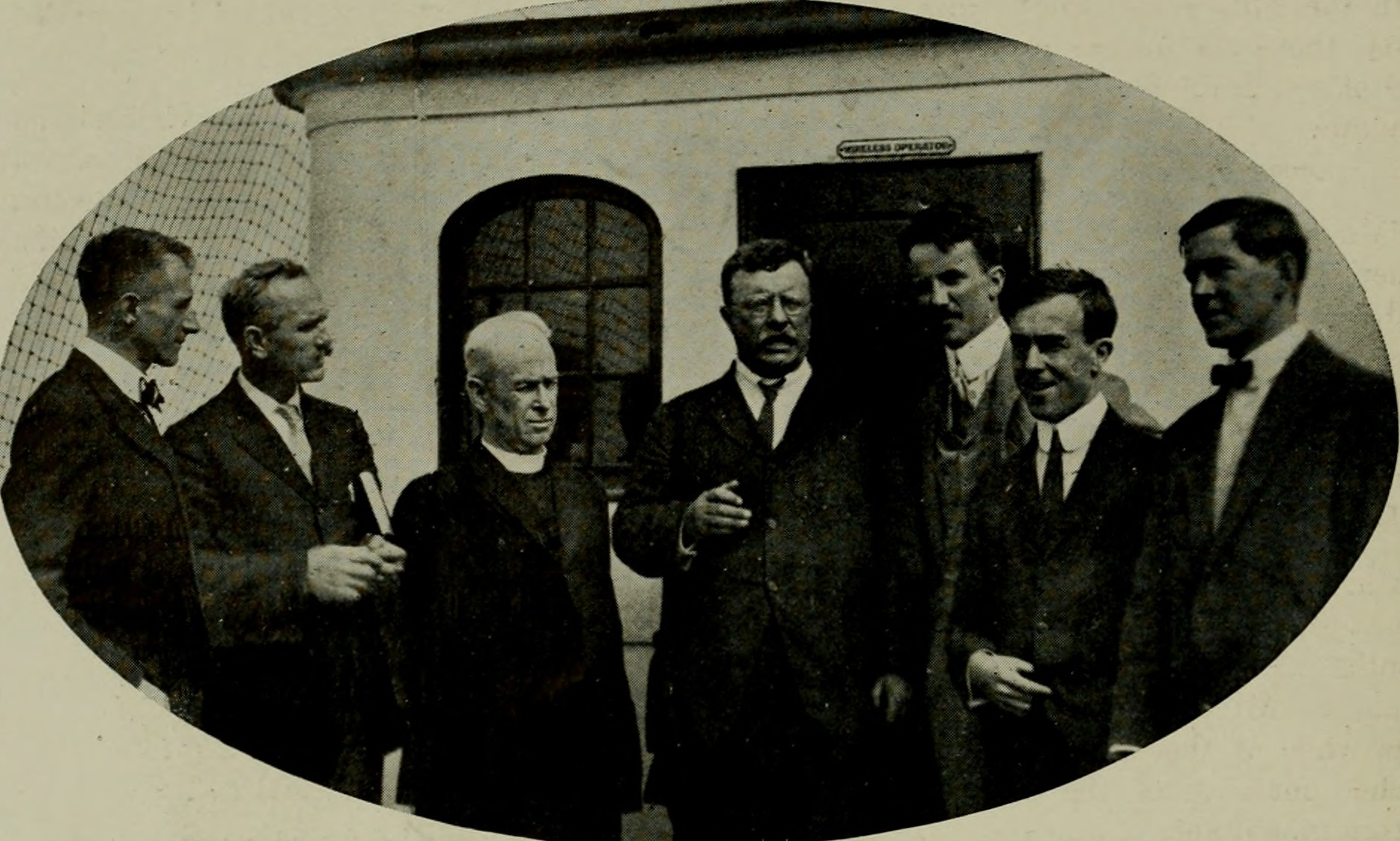
Teilnehmer an der Roosevelt-Rondon-Expedition (Fiala ganz links, Roosevelt in der Mitte)

Anthony Fiala war das älteste Kind des tschechischen Einwanderers Antonín Fiala und dessen Frau Anna geborene Kohoutová. Antonín Fiala war von Beruf Juwelier und hatte am Amerikanischen Bürgerkrieg im Rang eines Leutnants teilgenommen. Der künstlerisch begabte Anthony besuchte nach der Public School in Brooklyn die Cooper Union und die National Academy of Design in New York City. Er arbeitete zunächst als Lithograf und anschließend fünf Jahre in einem wissenschaftlichen Labor. Zwei Jahre war er Karikaturist für den Pennsylvania Grit, bevor er 1891 die Fotograviermaschine des Brooklyn Eagle installierte und bis 1899 die Kunst- und Gravierabteilung leitete. Er nahm als Freiwilliger am Spanisch-Amerikanischen Krieg von 1898 teil und berichtete davon als Kriegskorrespondent des Brooklyn Eagle. Anschließend publizierte er das Buch Troop "C" in Service, das er auch selbst illustrierte. Im Jahr 1900 war er First Lieutenant und Ausbilder in Militärtechnik.
1901 nahm Fiala als Fotograf und stellvertretender Leiter an der Baldwin-Ziegler-Expedition nach Franz-Josef-Land teil. Ziel der Unternehmung war die Eroberung des Nordpols. Der Unternehmer William Ziegler (1843–1905), der mit Backpulver ein Vermögen verdient hatte, stellte dem Expeditionsleiter Evelyn Briggs Baldwin dafür „unbegrenzte Mittel“ zur Verfügung.
Die Expedition war infolgedessen bestens ausgestattet. Das Team aus 42 US-Amerikanern, Skandinaviern und Russen verfügte über Proviant für drei Jahre, mehr als 400 Schlittenhunde und 15 Ponys. Das Hauptquartier Camp Ziegler wurde auf der Alger-Insel aufgeschlagen. Fiala dokumentierte die Expedition in zahlreichen Fotografien und machte für die National Geographic Society die ersten Filmaufnahmen in der Arktis. Nachdem ab Januar 1902 Depots für den geplanten Vorstoß zum Nordpol angelegt worden waren, unternahmen Baldwin, Fiala und der Künstler Russell Williams Porter eine Exkursion zur Jackson-Insel, wo Fridtjof Nansen und Fredrik Hjalmar Johansen 1895/96 überwintert hatten. Im Sommer brach Baldwin die Expedition ab, ohne versucht zu haben, den Nordpol zu erreichen.
Ziegler war von den Ergebnissen der Expedition enttäuscht und beendete die Zusammenarbeit mit Baldwin. Er war aber bereit, einen zweiten Versuch zu finanzieren, und betraute Fiala mit der Leitung einer weiteren Expedition. Ein Beweis für das Ansehen, das Fiala genoss, war der Umstand, dass trotz der unguten Erfahrungen auf der Baldwin-Ziegler-Expedition mehrere ihrer Teilnehmer bereit waren, erneut nach Franz-Josef-Land zu fahren. Das wissenschaftliche Programm wurde diesmal von der National Geographic Society koordiniert und in die Hände von Fialas Stellvertreter William John Peters (1863–1942) gelegt, der schon mehrere geologische Expeditionen nach Alaska geleitet hatte. Die 39-köpfige Mannschaft bestand fast ausschließlich aus US-Amerikanern, nur drei Norweger und ein Engländer waren dabei. An Bord der America waren über 200 Hunde und 30 Ponys. Aufgrund günstiger Eisverhältnisse im Sommer 1903 erreichte das Schiff eine geographische Breite von 82° 14′ Nord und ging schließlich in der Teplitzbai der Rudolf-Insel vor Anker. Am 21. Dezember wurde die America vom Eis zerdrückt und sank. Am 7. März startete Fiala mit 26 Männern, 16 Pony- und 13 Hundeschlitten einen Vorstoß nach Norden, brach ihn aber nach vier Tagen ab, um Anpassungen am Material vorzunehmen und den Tross zu verkleinern. Der zweite Versuch, nunmehr mit 14 Männern, 7 Pony- und 9 Hundeschlitten, begann am 25. März und endete zwei Tage später. Ein großer Teil der Expeditionsmannschaft war demoralisiert. Fiala führte die Männer nach Kap Flora, wo für den Sommer ein Versorgungsschiff erwartet wurde, das jedoch nicht kam. Nach der zweiten Überwinterung startete Fiala am 15. März 1905 seinen dritten Vorstoß nach Norden. Knapp über dem 82. Breitengrad gab er das Vorhaben endgültig auf. Ende Juli 1905 holte die Terra Nova die Männer nach Hause. Fiala war dem Nordpol nicht viel näher gekommen als Baldwin. Die wissenschaftliche Ausbeute der Expedition war aber deutlich größer. Außerdem wurde sie von Fiala fotografisch hervorragend dokumentiert. Überschattet wurde die Expedition durch den Tod des norwegischen Heizers Sigurd B. Myhre unter ungeklärten Umständen.
1913–1914 begleitete Fiala den früheren US-Präsidenten Theodore Roosevelt auf der Roosevelt-Rondon Scientific Expedition ins Amazonasbecken als Kameramann. Im Ersten Weltkrieg diente er an der Heimatfront und wurde zum Major befördert.
Fiala gründete nach dem Krieg die Firma Fiala Outfits, die in New York einen „Adventure Shop“ mit angeschlossenem Schießstand betrieb. Verkauft wurden Ausrüstungsgegenstände für Expeditionen sowie Sport- und Campingartikel. Bis zu seinem Tod blieb er Präsident des Unternehmens, dessen Logo ein Eisbär war.
In den 1920er Jahren hielt er eine Reihe von Vorträgen, in denen er unter anderem die Meinung vertrat, dass in der russischen Arktis noch Mammute leben könnten. Er ging sogar mit Plänen an die Öffentlichkeit, selbst nach Sibirien zu reisen, um sie zu finden. 1928 gab er bekannt, eine neue Expedition zum Nordpol führen zu wollen. Drei bis vier Männer sollten mit zwei Traktoren von Franz-Josef-Land über den Pol zur kanadischen Insel Ellesmere Island fahren. Einer der Traktoren sollte am Pol als Beweis für dessen Erreichen durch die Expedition zurückbleiben. Auch dieser Plan wurde nicht in die Tat umgesetzt.
Anthony Fiala starb 1958 im Alter von 80 Jahren. Er ist mit seiner Ehefrau Mary Clare Puryear Fiala (1873–1954) auf dem Arlington National Cemetery bestattet. Dort finden sich auch die Gräber seiner Kinder Anthony Jr. (1907–1981), Ried (1909–1987) und Mary Maury Lazarovich-Hrebelianovich (1910–2012).

## Werke

### Schriften
- Troop "C" in Service : An Account of the Part Played by Troop "C" of New York Volunteer Cavalry in the Spanish-American War of 1898. Eagle, Brooklyn 1899.
- Fighting the Polar Ice. Doubleday, Page & Company, New York 1907 (Digitalisat).
- Two Years in the Arctic. I. Shipwrecked above the 81°. In: McClure’s Magazine. Band 26, Nr. 4, 1906, S. 341–357 (Digitalisat).
- Two Years in the Arctic. II. The Advance North in the Darkness. In: McClure’s Magazine. Band 26, Nr. 5, 1906, S. 471–484 (Digitalisat).

### Filme
- A Dash for the North Pole, 1909 (Ausschnitt 1, Ausschnitt 2)
- TR and expedition party on the Amazon River, 1913–1914
- The River of Doubt, 1928 (Teil 1, Teil 2)